# Бронсън (филм)
„Бронсън“ (на английски: Bronson) е британски криминален биографичен филм от 2008 година на режисьора Никълъс Уиндинг Рефн по негов сценарий в съавторство с Брок Норман Брок.
Действието проследява живота на английския престъпник Майкъл Питърсън (известен с прякора си Чарлс Бронсън), популяризиран от медиите заради своята необичайна агресивност и прекараните дълги години в различни затвори и психиатрични клиники. Главната роля се изпълнява от Том Харди.